# Boston Reds (1890–91)
O Boston Reds foi uma equipe de beisebol do século XIX com base em Boston, Massachusetts e que jogou na Players' League em 1890 e na American Association em 1891. Jogavam no Congress Street Grounds. A equipe pegou seu nome do bem sucedido clube de Boston que jogava National Association e na National League, antigamente conhecido como (Boston) Red Stockings, e que mudou seu nome para Boston Beaneaters em 1883. A equipe durou apenas duas temporadas, mas nestas duas temporadas foram campeões nas ligas onde jogaram.
Em 1890 os Reds venceram a flâmula da Players' League quando terminaram em primeiro lugar, à frente do New York Giants, e então venceram a flâmula da American Association quando ficaram à frente do St. Louis Browns (conhecidos agora como Cardinals). O  Boston Reds é um dos dois times das grandes ligas a vencer campeonatos em sequência por duas ligas diferentes. O Brooklyn Dodgers também alcançou 
o feito, vencendo a flâmula da American Association em 1889 e o campeonato da National League em 1890.
Na conclusão da temporada de 1891, a National League pressionava pela consolidação da American Association com a National League. Parte da discussão incluía que a National League não direcionasse seu campeão, o Boston Beaneaters a jogar com os em uma World Series. As ligas decidiram que fariam um circuito combinado adicionando mais quatro clubes da AA. Como parte do acordo, os proprietários dos quatro clubes que não fariam parte do circuito combinado, incluindo os Reds, seriam recompensados com $135.000 e seus jogadores se dispersaram para os clubes sobreviventes.
Seu estádio abandonado foi reutilizado pela National League em 1894, durante as semanas em que o South End Grounds estava sendo reconstruído após um incêndio. O Congress Street Grounds, com seu lado esquerdo bem próximo ao home plate, ganhou mais um capítulo na história do beisebol quando Bobby Lowe rebateu quatro home runs naquele local, o primeiro jogador a conseguir a façanha.

## Jogadores notáveis
- Charley Radbourn
- Hugh Duffy
- Clark Griffith
- King Kelly
- Tommy McCarthy
- Dan Brouthers
- Harry Stovey
- Ad Gumbert
- Hardy Richardson
- Charlie Buffinton
- Joe Quinn